# Józefowo (powiat lipnowski)
Józefowo – wieś w Polsce położona w województwie kujawsko-pomorskim, w powiecie lipnowskim, w gminie Wielgie.
Do 2024 miejscowość była częścią wsi Piaseczno.

## Historia
W pierwszej połowie XIX wieku Józefowo stanowiło folwark wchodzący w skład dóbr Czarne, razem z wsią Rumunki Płąskowice. Właścicielami dóbr była rodzina Pląskowskich herbu Oksza. W 1847 r. Kajetan Cyprian Pląskowski przepisał dobra w Czarnem na swojego syna Ignacego Kazimierza, zachowując jednak dla siebie dożywotnio folwark Józefowo. W tym czasie folwark Józefowo liczył sobie 13 osadników i 54 morgów ziemi.
W latach 1975–1998 Józefowo należało administracyjnie do województwa włocławskiego.